# (15608) Owens
(15608) Owens (2000 GK124) – planetoida z pasa głównego asteroid okrążająca Słońce w ciągu 3,54 lat w średniej odległości 2,32 j.a. Odkryta 7 kwietnia 2000 roku.